# Ihor Pintsjoek
Ihor Borysovytsj Pintsjoek (Oekraïens: Ігор Борисович Пінчук, Russisch: Игорь Борисович Пинчук) 11 oktober 1967, Kiev, is een voormalig professioneel basketbalspeler uit de Oekraïense sovjetrepubliek die uitkwam voor het basketbalteam van de Sovjet-Unie.

## Carrière
Pintsjoek begon zijn carrière in 1984 bij SKA Kiev. In 1988 ging hij naar de topclub Boedivelnik Kiev. Daar speelde hij tot 1993. Met Boedivelnik won het Landskampioenschap van de Sovjet-Uniein 1989. In 1993 verhuisde hij naar Slowakije, waar hij afwisselend speelde voor BC Prievidza en BK Chemosvit. In 1997 keerde hij terug bij Boedivelnik. In 1998 verhuisde hij naar Duitsland om te gaan spelen voor Schwelmer Baskets.
In 1990 won hij zilver op het Wereldkampioenschap in 1990. Op de Goodwill Games van 1990 won hij brons.

## Privé
Zijn zoon Volodymyr Pintsjoek speelt basketbal in de NCAA voor de Universiteit van New Mexico.

## Erelijst
- Landskampioen Sovjet-Unie: 1
  - Winnaar: 1989
  - Derde: 1990
- Bekerwinnaar Slowakije: 1
  - Winnaar: 1997
- Wereldkampioenschap:
  - Zilver: 1990
- Goodwill Games:
  - Brons: 1990